# Франк, Томас (футболист)
Томас Франк (нем. Thomas Franck 24 февраля 1971 года, Хеппенхайм, Гессен) — немецкий футболист, полузащитник. Финалист Кубка УЕФА 1992/1993. Футбольную карьеру начинал в клубе «Вальдхоф» из Мангейма. Известен стал в основном по играм за «Боруссию Дортмунд» и «Кайзерслаутерн».
В 1990—1992 годах играл за молодёжную (7 игр — 1 гол) и Олимпийскую сборную Германии по футболу (4 игры — 1 гол).